# 西崎圭介
西崎 圭介（にしざき けいすけ、1985年3月8日 - ）は、海外リーグに所属する日本人オーナー兼日本人サッカー選手である。天理市議会議員も務める。

## 人物
奈良県天理市出身。ケニアのサッカークラブ、グリフォンFCのオーナー兼サッカー選手。ポジションは、オーナー、フォワード、ミッドフィルダー。東アフリカ初の日本人クラブオーナーであり、2019年シーズン現在、ケニアリーグ唯一の日本人選手でもある。加えて、2019年より天理市議会議員も務める。

## 経歴
天理高等学校、天理大学卒業。アメリカ合衆国のロサンゼルスで2年間を過ごし、バックパッカーとして世界一周の旅に出る。訪問国は5大陸70ヶ国におよぶ。その後、東日本大震災、ネパール地震 (2015年)、熊本地震 (2016年)などにおける被災地支援や、アフリカを中心とした国際支援活動を行う。2017年6月にケニアでサッカークラブ「グリフォンFC」をケニアリーグへ参入させ、東アフリカ初の日本人オーナーに就任。自らも同チームのサッカー選手となる。　2019年より市議会議員選挙に無所属・新人で当選し、天理市議会議員となる。2023年の市議会議員選挙に出馬し608票を得るも、13票差で落選した。2023年7月7日、仲西敏の議員辞職により繰り上げ当選した。

## オーナーとして

### 日本人オーナー
世界でも数少ない海外クラブの日本人オーナー。企業を通した買収や、実質オーナー、共同オーナーなどではなく、単独でクラブチームをケニアサッカーリーグに参入させ、オーナーを兼選手の肩書きを持つ海外クラブのオーナーは、日本人でただ1人である。また、ケニアリーグ所属のグリフォンFCは、設立1年で5部リーグから4部リーグへと昇格しており、その様子は現地メディアにも取り上げられている。

### 東アフリカ初
2017年6月、東アフリカ初となるサッカークラブの日本人オーナーに就任。ちなみに東アフリカにおける2番目は、本田圭佑によるウガンダ1部ブライトスターズの買収（2017年9月、実質オーナー）となる。

### サッカー界初
ケニアリーグ所属「グリフォンFC」は、刑務所での更正プロジェクトを行うサッカー界初のクラブチームである。現地ケニアの刑務所と連携して、スポーツを通した受刑者への更正活動を行っている。

### アフリカにおける国際支援活動[9][10]
サッカークラブとしてのスポーツ活動だけでなく、サッカー選手によるケニア支援活動を展開する、珍しいサッカークラブである。町やスラム街においては市民との清掃活動、孤児院や現地の学校での子供達とのサッカー交流、ケニア国内でチャリティーマッチを開催し集まった資金を孤児院へ寄付する等、ケニア選手自身が現地での社会貢献活動を行う。また、世界初の試みとしてサッカーを用いた刑務所での更生プロジェクトなども行う。
これらの活動が地元からの高い評価を受け、現地ニャフルルの地方自治体より表彰を受けた実績を持つ。

### 国内における活動
日本国内での活動として、遠隔での現地ケニアとのやり取り、情報発信やメディア対応、講演活動、クラウドファンディングなどを実施するほか、奈良県天理市への表敬訪問、他団体との連携なども行っている。
さらに、若者ボランティアやインターンシップの受け入れなどの青少年育成も行っている。

## メディア露出

### 海外メディア
現地サッカークラブの様子や、チャリティーマッチなど支援活動の様子が、度々ケニアの現地メディアに取り上げられている。

### 国内メディア
テレビ、新聞、ラジオ、ネットニュースなど、国内においてもメディア露出の機会が増えてきている。
フジテレビ系列バラエティ「世界でたった一人！オーナー様は日本人」に出演したほか、Yahoo!ニュース、NEWS PICKS、奈良テレビ放送、読売新聞、朝日新聞、奈良日日新聞、などに取り上げられている。
また、無料動画投稿サイトYouTubeにおいて、登録者135万人を超える人気YouTuber「ジョーブログ」のアフリカ縦断企画に出演。動画の累計再生回数は600万回を超え、急上昇ランキング1位となった動画も含まれている。

## 政治家として
2019年、春の統一地方選で市議会議員選挙に出馬し、初挑戦ながら無所属・新人で当選、天理市議会議員となる。
初年度から、新会派「令和の会」を設立して幹事長を務めるほか、総務財政委員会、議会運営委員会、議会改革推進委員会、議会広報編集委員会などに所属している。

## 講演活動
ケニアでの国際支援活動やサッカークラブ運営などをテーマに、日本各地で講演活動を行っている。これまでに、小学校や大学などの教育機関への講演や、企業講演、各種イベントへのゲスト出演などもこなす。

## ライターとして
世界一周の体験を活かして、ウェブ媒体での旅に関する記事や、月刊誌での2年間にわたる連載を持つなど、執筆活動にも取り組んでいる。